# Kniha roku Lidových novin 2009
Kniha roku Lidových novin 2009 je anketa Lidových novin o nejzajímavější knihu roku 2009 (do ankety jsou také započítány hlasy pro knihy vydané koncem roku 2008). V anketě hlasovalo 216 osobností a s 11 hlasy zvítězily knihy Básně a Povídky a jiné prózy Josefa Kostohryze.

## Výsledky
1. Josef Kostohryz: Básně. Povídky a jiné prózy – 11 hlasů
2.–3. Ivan Klíma: Moje šílené století – 9 hlasů
2.–3. Sešity: výběr z 33 ½ čísel časopisu. – 9 hlasů
4.–5. Viola Fischerová: Domek na vinici – 7 hlasů
4.–5. Petr Pithart: Devětaosmdesátý – 7 hlasů
6.–9. Bohumila Grögerová: Rukopis – 6 hlasů
6.–9. Vladimír Binar: Hlava žáru – 6 hlasů
6.–9. Vladimir Sorokin: Den opričníka – 6 hlasů
6.–9. Cormac McCarthy: Krvavý poledník aneb Večerní červánky na západě – 6 hlasů
10.–15. Dante Alighieri: Božská komedie – 5 hlasů
10.–15. Roberto Bolaño: Divocí detektivové – 5 hlasů
10.–15. Orhan Pamuk: Sníh – 5 hlasů
10.–15. Martin Reiner: Lucka, Maceška a já – 5 hlasů
10.–15. Winfried Georg Sebald: Austerlitz – 5 hlasů
10.–15. Jáchym Topol: Chladnou zemí – 5 hlasů